# Tetrathemis irregularis
Tetrathemis irregularis е вид водно конче от семейство Libellulidae. Видът не е застрашен от изчезване.

## Разпространение
Разпространен е в Австралия (Куинсланд), Бруней, Виетнам, Индонезия (Бали, Калимантан, Малки Зондски острови, Малуку, Папуа, Сулавеси, Суматра и Ява), Китай, Малайзия (Западна Малайзия, Сабах и Саравак), Папуа Нова Гвинея, Сингапур, Тайланд и Филипини.

## Описание
Популацията на вида е стабилна.